# Dumbrăveni (okręg Bistrița-Năsăud)
Dumbrăveni – wieś w Rumunii, w okręgu Bistrița-Năsăud, w gminie Ciceu-Giurgești. W 2011 roku liczyła 655 mieszkańców.